# Разин, Израиль Михайлович
Израиль Михайлович Разин (1905, Винница, Подольская губерния — 3 февраля 1938, Москва) — советский журналист, библиограф и редактор, детский писатель.

## Биография
Упоминается в повести Н. А. Островского «Как закалялась сталь» как секретарь Шепетовского укома РКП(б). Работал редактором государственного издательства детской и юношеской литературы «Молодая гвардия» в Москве. Занимался организацией пионерского движения в Центральном бюро юных пионеров (ЦБЮП ЦК РЛКСМ).
Заместитель главного редактора журнала «Октябрь», с 1936 года — заместитель ответственного редактора газеты «За пищевую индустрию».
Арестован 25 июля 1937 года по обвинению в участии в контрреволюционной террористической организации. 8 февраля 1938 года приговорён Военной коллегией Верховного суда СССР к высшей мере наказания и расстрелян на в тот же день. Реабилитирован за отсутствием состава преступления 12 мая 1956 года.

## Семья
- Жена — Лия Лазаревна Соломянская, журналистка и кинодраматург; осуждена после ареста мужа как член семьи изменника родины.
- Сын — писатель Владимир Израилевич Разин (1926—?), автор сборника рассказов «Счастливого пути» (1962).
- Брат — Исаак Израилевич Разин (творческий псевдоним Руднев; ?—1937, расстрелян), журналист и детский литератор, сотрудник издательства «Молодая гвардия»[4].

## Публикации
- Пионерам об Октябре. Составитель И. Разин. М.: Молодая гвардия, 1925. — 213 с.
- Международная детская неделя. Составители И. Разин и Н. Потапов. М.: Молодая гвардия, 1925. — 84 с.
- Почему мы празднуем международный юношеский день? М.—Л.: Молодая гвардия, 1925. — 61 с.
- Библиография пионерской и детской книги (1919—1925). М.—Л.: Молодая гвардия, 1926. — 222 с.
- Всесоюзный староста М. И. Калинин: Биография. М.—Л.: Молодая гвардия, 1926. — 40 с.
- Комсомольский быт. Составитель И. Разин. М.—Л.: Молодая гвардия, 1927. — 357 с.
- Наша смена: Сборник материалов о юных пионерах и неорганизованных детях СССР. Составил И. Разин. М.—Л.: Молодая гвардия, 1928. — 148 с.
- В поход за знанием: Памятка о работе по печати пионер-отрядам, звеньям, детским библиотекам, деткоровским кружкам, детским корреспондентам, уполномоченным по печати. М.—Л.: Молодая гвардия, 1928. — 150 с.
- Кем хотят быть наши дети: Сборник детских писем для отцов. Под редакцией и с предисловием Максима Горького. М.—Л.: Государственное издательство, 1929. — 94 с.
- Второй слёт: Международный конгресс пролетарских детей. Галле 1930 г. М.: Молодая гвардия, 1930. — 64 с.
- За качество: Об участии производственного отряда юных пионеров в хозяйственной жизни страны. М.: Огиз — Государственное издательство юношеской и детской литературы «Молодая гвардия», 1931. — 124 с.
- Смена идёт.... М.—Л.: Огиз — Молодая гвардия, 1931. — 47 с.